# 锯齿巴非蛤
是帘蛤目帘蛤科横帘蛤属的一种。主要分布于中国大陆、台湾，常栖息在潮间带至潮下带48米深的泥沙质浅海。